# Generalštab
Generalštab je najvišji profesionalni organ vojske, ki organizira, vodi, poveljuje in kontrolira delo oboroženih sil v državi.

## Generalštabi oboroženih sil
- generalštab Slovenske vojske (GŠSV)

- Združeni štab Oboroženih sil ZDA

- Generalštab Oboroženih sil Republike Hrvaške

- Generalštab Italijanske kopenske vojske